# 電気事業及び石炭鉱業における争議行為の方法の規制に関する法律
電気事業及び石炭鉱業における争議行為の方法の規制に関する法律（でんきじぎょうおよびせきたんこうぎょうにおけるそうぎこういのほうほうのきせいにかんするほうりつ、昭和28年8月7日法律第171号）は、一部事業における労働争議制限に関する日本の法律である。通称スト規制法とも。
1953年（昭和28年）8月7日公布、即日施行された。
1952年（昭和27年）の賃金闘争で日本電気産業労働組合や日本炭鉱労働組合は長期間に渡って送電停止や保安要員の総引揚げを含む強力なストライキを行ったが、このようなストライキは国民生活に重要な影響を与えるとして、電気事業および石炭鉱業の関係者の争議行為に一部制限をするスト規制が法制化されるきっかけとなった。1953年（昭和28年）に3年間の時限立法として制定され、1956年（昭和31年）に恒久法となった。

## 構成
全3ヶ条と附則からなる。法制定後、2014年（平成26年）に電気事業法の改正に伴う用語・手続きの見直しを行った以外の改正はなく、法の狙いとしてはほぼ当初のものが現在も引き継がれている。
法の要点は第2条と第3条であり、争議権と公益との調和を図ることを狙いとしているが、いずれも労働関係調整法第36条で禁止される争議行為の範囲をはるかに越え、国民の生命・健康はもちろん、その日常生活にさえかかわりのない争議行為まで禁止の対象としている点に特徴がある。
第2条・第3条違反の行為に対しては、本法では罰則規定は設けていないが、このような行為は当然労働組合の正当な行為ではないから、労働組合法第1条2項による刑事上の免責が失われる結果、電気事業法・鉱山保安法の罰則等が適用される。また、民事上の免責も失われる結果、このような行為によって生じた損害の賠償責任を生じ、かつ、解雇その他の不利益取扱いを受けても不当労働行為の救済を受けられないこととなる。なお、かかる行為をなすべき旨の指令は違法行為を指令するものであるから、労働組合の正当な行為でなく、したがって労働法上の保護を受けられない。また当該行為が現実に行われた場合には、その指令の性格にもよるが、刑法の共犯理論によって、その指令した者も処罰されることがある。第2条・第3条は労働者のみならず事業主にも適用されるのであるから、事業主も運転要員・保安要員等に対するロックアウトのような、電気の正常な供給を停止しその他電気の正常な供給に直接に障害を生じさせるような争議行為、石炭鉱山における正当でない争議行為を行い得ないものである。このようなロックアウトを行った場合には、電気事業法・鉱山保安法の罰則の適用を受ける（昭和28年8月12日労発27号、平成27年7月3日政労発第0703第1号）。

### 第1条
- 本法にいう「電気事業」とは、「一般送配電事業」「送電事業」「事業主又は労働者が第2条の禁止行為を行うことによって、電気の安定供給の確保に支障が生じ、又は生ずるおそれがあるものとして厚生労働大臣が指定する発電事業者が営む発電事業」を指す。したがって、電気供給に直接関係のない小売電気事業における事業主及び労働者の争議行為が本法の対象外であることは言うまでもない（平成27年7月3日政労発第0703第1号）。
- 本法にいう「石炭鉱業」とは、鉱業法により石炭の試掘、採掘及びこれに附属する選炭その他を行う事業をいうのであって、亜炭鉱業は含まれない（昭和28年8月12日労発27号）。

### 第2条
- 本法は、特定の業務における争議行為を一律に禁止しているのではなく、具体的な争議行為が第2条にいう行為に該当するか否かについては、専ら当該行為が発電、送電、給電、変電及び配電に直接に障害を生じさせる客観的具体的な可能性があるか否かにより決すべきである（平成27年7月3日政労発第0703第1号）。
- 「電気の正常な供給を停止する行為その他電気の正常な供給に直接に障害を生ぜしめる行為」とは、電気供給に直接関係のある発電、送電、給電、変電及び配電の業務について規定したものであり、スイッチオフ等の積極的行為はもちろんのこと、作為・不作為の別を問わず、当該行為の性質上このような障害を生じさせる行為をいい、結果の発生について客観的具体的な可能性がある行為であれば必ずしも障害が現実に発生することを要しない。すなわち、停電のみならず電圧・周波数の低下を来す等の行為はもちろん、事故時・災害時等の緊急時において電気の安定供給を維持・回復するための作業に従事しないこと等も含むものである（平成27年7月3日政労発第0703第1号）。
- 庶務等、業務の性質上、当該労働者の争議行為が、電気の正常な供給に直接に障害を与えないことが、客観的に明らかな場合には、本条に違反しない。また、当該事業場の設備及び規模、電力需給の状況、人員の配置及び稼働の状況、業務の運行状況等の諸般の事情を考慮すれば、当該争議行為が電気の正常な供給に直接に障害を生じさせないことが客観的に明らかな場合も、本条に違反するものではない。使用者側の何らかの対応措置が採られない限り、当該争議行為により「電気の正常な供給に直接に障害」が生ずる可能性がある場合であっても、あらかじめ電気の正常な供給に障害を生じさせることがないように関係労使間で十全の協定がなされ、それに従って現実に措置が採られる場合にあっては、争議行為時における電気の供給態勢が労使のかかる措置により客観的に確保されているといえるのであって、このような状況の下になされた争議行為は、本条に違反するものではない（平成27年7月3日政労発第0703第1号）。

### 第3条
- 第3条にいう「事業主」とは、鉱山保安法第2条にいう鉱業権者（租鉱権者を含む）をいう。「保安の業務の正常な運営」とは、鉱山保安法に規定する保安業務即ち鉱山における人に対する危害の防止、鉱物資源の保護、鉱山の施設の保全及び鉱害の防止のための業務が同法及び石炭鉱山保安規則の規定に基いてなされることを意味する。しかしながら前記保安の業務の正常な運営を停廃する行為がすべて本条違反となるのではなく、そのうち、人に対する危害、鉱物資源の滅失若しくは重大な損壊、鉱山の重要な施設の荒廃又は鉱害を生ぜしめるもののみが該当する。但し、本条所定の結果が現実に生じなくてもかかる結果を生ずる客観的な具体的可能性のあるものである限り禁止するものである（昭和28年8月12日労発27号）。

## 関連書籍
- 栗山良夫「スト規制法と労働基本権」（経済往来社）
- 西谷敏「労働組合法 第3版」（有斐閣）